# Red Faction II
Red Faction II ist ein Ego-Shooter-Computerspiel, das von Volition entwickelt und von THQ für PlayStation 2, GameCube, Windows und Xbox veröffentlicht wurde. Es ist der Nachfolger zu Red Faction und der zweite Teil innerhalb der Computerspielserie Red Faction.

## Handlung
Die Handlung des ersten Teils wird nicht weitergeführt. Stattdessen wird die Geschichte in die Zukunft verlegt und vom Mars auf die Erde. Der Spieler schlüpft in die Rolle des mittels Nanotechnologie verbesserten Sprengstoffexperten Alias, der gegen den größenwahnsinnigen Diktator Sopot Widerstand leistet.

### Charaktere
Alias
Sprengstoffexperte. Der Protagonist des Spieles, der an dem Diebstahl der Nanotechnologie aus den Ultor-Laboratorien beteiligt war, sich aber später gegen Sopot stellte und der Red Faction beitrat.
Sopot
Victor Sopot ist der Kanzler des Commonwealths, der praktisch die Rolle eines Diktators einnimmt. Sopot selbst ließ mit der vom Mars geraubten Nanotechnologie Supersoldaten herstellen, vor denen er jedoch dann Angst bekam und sie durch seine Eliteeinheiten zu vernichten versuchte. Er starb in einem Raketensilo im Kampf mit Alias.
Molov
Molov ist der Anführer der nanotechnisch aufgerüsteten Supersoldaten, die sich gegen Sopot gewendet haben, nachdem dieser ihre Vernichtung befahl. Nach Sopots Tod entpuppt Molov sich allerdings als Verräter, der die Macht an sich reißt. Er wird schließlich in einer Statue, die Sopot darstellt (und eine nicht zufällige Ähnlichkeit mit der amerikanischen Freiheitsstatue besitzt), von Alias getötet.
Shrike
Shrike ist der Fahrzeugexperte im Team. Ihm steht ausschließlich der Sinn nach Geschwindigkeit und deshalb ist er auch ein wenig verrückt. Außer in den Videos und den teaminternen Funkgesprächen taucht er nie im Spiel auf, allerdings steuert er das Kampfschiff und den Panzer während Alias die Geschütze bedient.
Tangier
Tangier war ein Waisenkind, das nach der Rebellion auf dem Mars in das Commonwealth gebracht wurde. Aufgrund ihrer guten technischen Fähigkeiten, kam sie zu den Sopot Intelligence Services. Nachdem Sopot jedoch seine Nano-Soldaten vernichten wollte, schlug sie sich auf Seite der Red Faction.
Quill
Scharfschützin. Schlägt sich jedoch nach dem Sturz Sopots auf die Seite Molovs, der eine neue Diktatur aufbaut. Sie wird von Alias in einer Kathedrale getötet.
Repta
Ein Experte für schwere Waffen und der einzige Fall, bei dem die Nanozelle den IQ reduzierte. Wird von Alias im Nanolabor getötet.
Echo
Ein Mitglied der Red Faction, das nach dem Tode Sopots und der darauffolgenden Machtergreifung Molovs, bei einem Gespräch mit Alias von Quill erschossen wird.

## Rezeption
Auf dem PC sei Red Faction II der Konkurrenz durch Genregrößen wie Unreal II: The Awakening stark unterlegen. Die Grafik sei schlicht inakzeptabel. Das Fehlen einer Schnellspeicherfunktion sowie die schwammige Steuerung sei bedingt, dass es sich um eine Konvertierung einer Konsolenfassung handele. Auch das Leveldesign sei einfallslos. Die zahlreichen Gegner verhalten sich dümmlich. Skriptereignisse seien nur selten vorhanden. Selbst mit primitiveren Shootern wie Serious Sam kann sich Red Faction II nicht messen. Dass statt das offene Ende des Vorgängers fortzuführen, eine komplett neue Geschichte entworfen wurde, sei ärgerlich. Statt eines Mehrspielermodus lasse sich lediglich gegen Bots antreten, wodurch das ohnehin sehr kurze Spiel weiter an Spielspaß einbüße.